# Ginásio Hugo Dornfeld
O Ginásio de Esportes Hugo Dornfeld, mais conhecido como Ginásio do Zuzão, é um ginásio poliesportivo localizado em São Carlos, no Estado de São Paulo.

## História
O ginásio, juntamente com o Estádio Zuzão, foi viabilizado através do Decreto nº 111 de 1976, pelo prefeito na época Mário Maffei, e inaugurados em 1980 pelo prefeito Antonio Massei.
Em 19 de junho de 2005, o então prefeito Newton Lima Neto inaugurou os novos vestiários do ginásio que foram totalmente remodelados, e a reforma da cobertura.

### Localização - Região Norte/Nordeste
- Endereço: Avenida Araraquara, 422 (Jardim Brasília) – São Carlos–SP
- Dias Úteis: das 8h às 18h
- Estacionamento: Grátis

## Eventos

### Musicais e outros
O ginásio é usado especialmente para o Campeonato Municipal de Futsal.

### Esportivos
- Vários torneios de futsal desde á década de 80, feitos especialmente pela Liga São-carlense de Futebol de Salão
- Em julho de 2005 - Sediou a 49ª edição Jogos Regionais (Handebol) (Zuzão)[1]
- Em julho de 2013 - Sediou a 57ª edição dos Jogos Regionais da 3ª Região de 2013 da 3ª Região Esportiva do Estado de São Paulo[2]
- Em março de 2017 - Campeonato Municipal de Futsal[3]
- Em 21 de julho de 2018 - 17º Campeonato Brasileiro de Supino (Zuzão)[4]
- Em abril de 2019 - Copa Record de Futsal Feminino[5]